# مارتا دوبتسکا
مارتا دوبتسکا (لهستانی: Marta Dobecka؛ زادهٔ ۹ مه ۱۹۸۵) بازیگر اهل لهستان است.
از فیلم‌ها یا مجموعه‌های تلویزیونی که وی در آن‌ها نقش داشته است، می‌توان به دستورالعمل زندگی، ماگدا ام.، خانواده جایگزین، ع چون عشق، رنگ‌های خوشبختی، دوستان، قانون حقیقی و پدر متیو اشاره نمود.